# Underground Neutrino Observatory
Das Underground Neutrino Observatory (UNO, unterirdisches Neutrino-Observatorium) war ein Neutrino-Detektor im Mont Blanc Laboratory unterhalb des Mont Blanc. Es wird auch als „das Mont-Blanc-Experiment“ oder LSD (Liquid Scintillator Detector, Flüssigszintillatordetektor) bezeichnet. Es beobachtete Neutrinos astronomischen und atmosphärischen Ursprungs. Das Experiment wurde vom Istituto di Cosmogeofisica des CNR und dem Istituto di Fisica Generale der Universität Turin unter Mitarbeit einiger Wissenschaftler des Kernforschungsinstituts der Russischen Akademie der Wissenschaften in Moskau betrieben. Die Messungen begannen im Oktober 1984. Ein bekanntes Ergebnis ist die Beobachtung von Neutrinos am Tag der Supernova 1987A, die jedoch nicht mit den Beobachtungen anderer Neutrino-Observatorien übereinstimmen. Der Betrieb wurde im März 1999 eingestellt.

## Aufbau
Der Detektor besteht aus 90 Tonnen flüssigem Szintillatormaterial in 72 Zählern zu je 1 m × 1,5 m × 1 m. Jedem Zähler sind drei Photomultiplier zugeordnet. Einfallende Neutrinos können mit Protonen im Detektor wechselwirken und so im inversen Betazerfall Elektronen freisetzen oder direkt an Elektronen streuen und diese so beschleunigen. Die Elektronen sorgen dann für Szintillationssignale, die bei Koinzidenz der drei Photomultiplier als Ereignis gewertet werden.
Die Abschirmung des Experiments gegen Kosmische Strahlung wird überwiegend vom Gestein des Berges übernommen, zusätzlich schützen 200 Tonnen Eisenplatten gegen Umgebungsradioaktivität.

## Ergebnisse
Am 23. Februar 1987 detektierte der LSD fünf Neutrino-Ereignisse mit Energien von 7 bis 11 MeV innerhalb von nur 7 Sekunden. Dieses massive, kurzfristige Auftreten und der Energiebereich legen einen Bezug zu SN1987A nahe, jedoch wurden die Neutrinos von dieser Supernova in den anderen Detektoren Kamiokande, IMB und Baksan erst etwa viereinhalb Stunden später gemessen. Somit müssen die Mont-Blanc-Neutrinos entweder von einem anderen Prozess oder aus einer früheren Phase der Supernova stammen, was von Theorie und Modellen bis heute nicht zufriedenstellend geklärt werden konnte.

## Weiteres Experiment
Denselben Namen, Underground Neutrino Observatory, soll auch ein erstmals 1999 und dann seit 2003 von einer Kollaboration um Jeffrey Wilkes vorgeschlagener Detektor tragen, siehe dritter Weblink.